# Copidognathus gasconi
Copidognathus gasconi is een mijtensoort uit de familie van de Halacaridae. De wetenschappelijke naam van de soort is voor het eerst geldig gepubliceerd in 1979 door Gil & Garzon.